# 犹太星

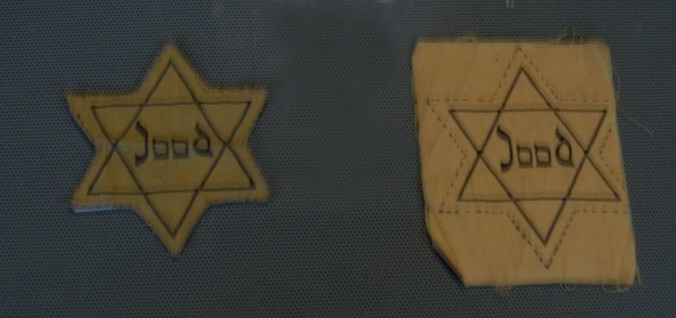
犹太星，上有「猶太」字樣

犹太星（德语：Judenstern）又称“黄星”，是犹太人在不同历史时期被要求佩戴的徽章。犹太星的星形根据“大卫之星”设计，是代表犹太人的符号。在中世纪的一些哈里发国家和欧洲国家，以及纳粹德国时期，犹太星被作为种族或宗教异类的象征。它时常也被作为象征羞耻的徽章。

## 不同时期及地区的使用

### 哈里发国家
在8世纪早期，倭马亚王朝的哈里发欧麦尔二世便引入了为了区分犹太人和其他非伊斯兰教徒而要求他们穿着特殊服饰的规定。在9世纪中期，此规定被阿拔斯王朝的哈里发穆塔瓦基勒再度启用并在接下来的几个世纪沿用。

### 中世纪及早期现代的欧洲
在中世纪欧洲，大部分天主教国家都有过要求犹太人和伊斯兰教徒穿着特殊服饰的规定。其中教宗诺森三世在1215年的第四次拉特朗公会议明确命令犹太人和伊斯兰教徒穿着特殊服饰，并要求犹太人佩戴特殊标记。此类特殊服饰的特点在不同国家和时期都有所不同，比如在欧洲德语区，比犹太徽章更常见的是犹太帽（Judenhut）。在14世纪末期，一些国家曾尝试要求犹太人穿着全身长袍。而在葡萄牙，“大卫之星”则为红色。

### 纳粹德国
在1939年德国侵略波兰之后，波兰总督府颁布了若干要求犹太人穿戴特殊符号的规定。随后此规定延伸到纳粹德国及其在捷克斯洛伐克的傀儡政权，要求所有超过六岁的犹太人佩戴写有“犹”（Jude）的大卫之星，并继而延伸到其他纳粹德国占领的地区。犹太星中的“犹”字根据各当地语言所写。
有报道称犹太星的佩戴反而增加了德国非纳粹人士对犹太人的同情心，因为人们认为与纳粹德国的宣传不同的是，这些贫穷的犹太人并不是德国在二战东线战场失败的原因。随着波希米亚和摩拉维亚保护国当地反对德国占领的游行示威活动逐渐增加，当地政府禁止人们以摘帽（hat tipping）或其他形式表达对犹太人的尊重。纳粹德国曾在流言宣传中称佩戴犹太星的规定是为了向美国政府要求当地德国人佩戴纳粹标志（Swastika）作出回应，但此宣传并不成功。

### 第二次世界大战之后
在2021年5月，美国纳什维尔的一家帽店hatWRKS出售带有“未接种疫苗”字样的黄星徽章，以响应当时美国反对新冠疫苗的活动。在此之后衣帽品牌Stetson宣布不再向此店供应货物。该帽店的举动也引发了当地的示威活动。在反新冠疫苗运动中佩戴黄星的行为随后延伸到其他国家，例如蒙特利尔、伦敦、阿姆斯特丹和巴黎。此举引发了众多亲犹太团体和犹太人大屠杀幸存者的谴责。